# 湖北鱷屬

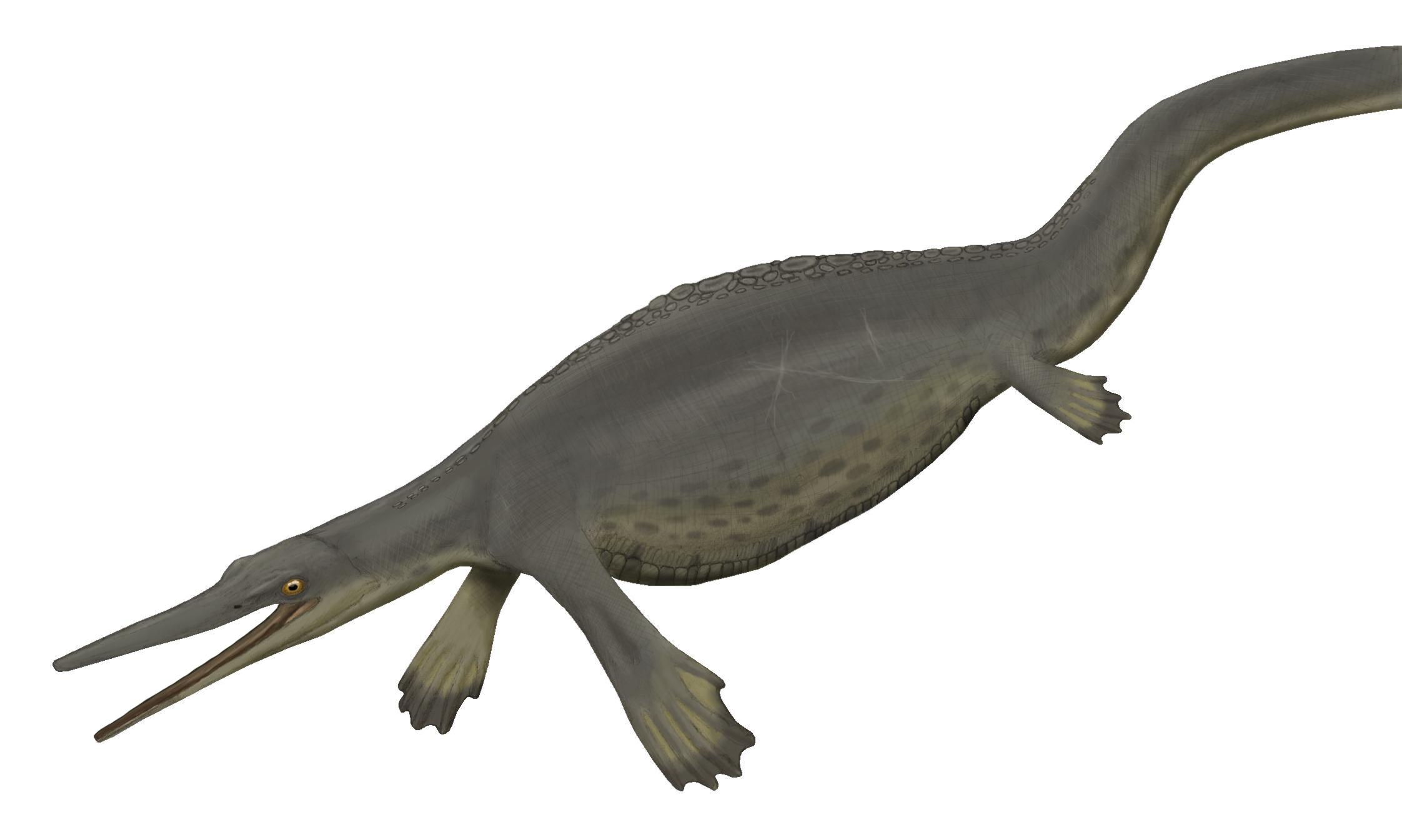
南漳湖北鱷的想像圖

湖北鱷屬是已滅絕海生爬行動物，生存於早三疊世奧倫尼克期，化石發現於中國湖北省南漳縣巡檢鎮，以及秭歸縣茅坪鎮。湖北鱷的身長約1公尺，外形類似其近親南漳龍。湖北鱷與南漳龍有許多不同特徵，例如：湖北鱷的背部真皮板較厚、神經棘分為近端單元和遠端單元，因此湖北鱷的外形較類似鱷魚。湖北鱷有細長的口鼻部，類似恆河鱷、江豚、魚龍類，細長的口鼻部可能用來抓住魚類或水生無脊椎動物等食物。
湖北鱷的最獨特特徵要到2004年才被發現。湖北鱷的腳趾數量相當多，前腳有七趾，後腳有六趾。許多海生動物也具有這種多指型特徵，包含魚龍目。
目前仍不清楚湖北鱷的演化關係，僅知湖北鱷與南漳龍是近親，但不清楚牠們與其他爬行動物的演化關係。湖北鱷的多指型特徵，顯示牠們可能是魚龍類的近親；但湖北鱷的手部骨頭多於魚龍類，而魚龍類的手指骨頭較多，成為此假設的相反證據。湖北鱷、南漳龍被歸類於湖北鱷目。